# SN 2006ec
SN 2006ec – supernowa typu Ib, odkryta 4 sierpnia 2006 roku w galaktyce M-04-55-14. W momencie odkrycia miała maksymalną jasność 16,70m.